# Tachina kunmingensis
Tachina kunmingensis là một loài ruồi trong họ Tachinidae.